# Alvise Sarto
Alvise Sarto (Venezia, 13 aprile 2000) è un cestista italiano.

## Carriera
Il 15 giugno 2025, firma un contratto con la Fortitudo Bologna.